# Nigʻmatilla Yoʻldoshev
Nigʻmatilla Toʻlqinovich Yoʻldoshev (ur. 5 listopada 1962 w Taszkencie) – uzbecki prawnik i polityk, od 2 do 8 września 2016 pełniący obowiązki prezydenta Uzbekistanu.

## Życiorys
W 1985 ukończył studia na Wydziale Prawa Narodowego Uniwersytetu Uzbekistanu w Taszkencie. Od 1986 pracował jako stażysta w prokuraturze w Olmaliq. W latach 1991–2000 pracował jako prokurator w Taszkencie, w latach 2000–2003 był szefem inspekcji bezpieczeństwa wewnętrznego w Prokuraturze Generalnej Uzbekistanu. W latach 2003–2006 pracował w kancelarii prezydenta Uzbekistanu. W 2006 został szefem departamentu walki z przestępczością podatkową i praniem brudnych pieniędzy w Prokuraturze Generalnej, a w 2008 zastępcą prokuratora generalnego.
W 2011 dekretem prezydenta Isloma Karimowa został powołany na stanowisko ministra sprawiedliwości Uzbekistanu. Urząd sprawował do 22 stycznia 2015, gdy został włączony w skład Senatu i wybrany jego przewodniczącym. Po śmierci Karimowa 2 września 2016, zgodnie z konstytucją Uzbekistanu przejął obowiązki głowy państwa do czasu wyborów, które miały odbyć się w ciągu 3 miesięcy od śmierci poprzedniego prezydenta. Podczas wspólnego posiedzenia obu izb parlamentu 8 września 2016, pełniącym obowiązki prezydenta Uzbekistanu został mianowany Shavkat Mirziyoyev, zastępując na tym stanowisku Yoʻldosheva.
Jest członkiem Demokratycznej Partii Odnowy Narodowej Uzbekistanu.